# Detlef Sack
Detlef Sack (* 1965) ist ein deutscher Politikwissenschaftler und Hochschullehrer.

## Werdegang
Sack wurde 1965 geboren und studierte von 1991 bis 1997 Politikwissenschaft, Mittlere Geschichte sowie Germanistik an den Universitäten Kassel und Hamburg. Er promovierte 2002 an der Universität Kassel. Nach seiner Promotion war er von 2003 bis 2008 wissenschaftlicher Mitarbeiter am Wissenschaftszentrum Berlin für Sozialforschung und an den Universitäten Kassel sowie Darmstadt. 2008 habilitierte er sich in Politikwissenschaft am Fachbereich Kassel und wurde im selben Jahr Professor an der Universität Bielefeld, wo er bis 2021 lehrte. Er war außerdem als Gastdozent in Birmingham, Newark, Shanghai, Sankt Petersburg und Accra tätig.
Im Dezember 2021 wurde Sack auf eine Professur an der Bergischen Universität Wuppertal berufen, wo er die Nachfolge von Hans J. Lietzmann antrat.

## Publikationen (Auswahl)
- mit Hubert Heinelt und Björn Egner: Kommunalpolitik und Stadtgesellschaft in Deutschland: institutionalisierte Staat-Gesellschaft-Beziehungen im Vergleich. Nomos Verlag, Baden-Baden 2022, ISBN 978-3-8487-8745-6.
- im Auftrag des BMJV mit Florian Jacoby, Stephan Madaus, Heinz Schmidt und Christoph Thole: ESUG-Evaluierung: Forschungsbericht zur Evaluierung des Gesetzes zur weiteren Erleichterung der Sanierung von Unternehmen (ESUG) vom 7. Dezember 2011. RWS Verlag, Köln 2019, ISBN 978-3-8145-8245-0.
- Vom Staat zum Markt: Privatisierung aus politikwissenschaftlicher Perspektive. Springer VS, Wiesbaden 2019, ISBN 978-3-658-26872-5.
- mit Thorsten Schulten, Eva Katharina Sarter und Nils Böhlke: Öffentliche Auftragsvergabe in Deutschland: Sozial und nachhaltig? Nomos Verlag, Baden-Baden 2016, ISBN 978-3-8452-7337-2.
- mit Katharina van Elten und Sebastian Fuchs: Legitimität und self-governance: Organisationen, Narrative und Mechanismen bei Wirtschaftskammern. Nomos Verlag, Baden-Baden 2014, ISBN 978-3-8487-1516-9.
- Regieren und Governance in der BRD: Ein Studienbuch. Oldenbourg Verlag, München 2013, ISBN 978-3-486-71270-4.
- Governance und politics: die Institutionalisierung öffentlich-privater Partnerschaften in Deutschland. Nomos Verlag, Baden-Baden 2009, ISBN 978-3-8329-3805-5.